# Gauner-Serenade
Gauner-Serenade ist eine komödiantisch gehaltene Mischung aus Spionage- und Schlagerfilm bundesdeutscher Produktion aus dem Jahre 1960 von Thomas Engel mit Fred Bertelmann und Chris Howland in den Hauptrollen.

## Handlung
Fred und Chris treten als Stimmungs- und Schlagersänger auf und haben damit durchaus Erfolg. Eines Tages geraten sie ganz gegen ihren Willen in eine Spionageaffäre. Von dem Drahtzieher „Pappi“ fühlen sie sich nun ebenso wie von der Polizei verfolgt und schließen sich daher einer Varietékünstlertruppe an, die von einem gewissen Gorgonzolo geleitet wird. Mit diesem Wanderzirkus gelingt es ihnen schließlich, unbemerkt über die Grenze zu entkommen. Bald lernen die beiden Sänger zwei hübsche junge Frauen kennen, die Tanzgeschwister Ruby und Rosy, in die sich beide prompt verlieben. Aber die Verfolger haben nicht locker gelassen, und schließlich müssen sich Fred und Chris ihren Problemen stellen, bis sich alles ganz Lustspiel-gerecht in einem Happyend auflöst.

## Produktionsnotizen
Gauner-Serenade wurde am 21. Oktober 1960 im Kölner Kino Rex am Ring uraufgeführt.
Die Kostüme entwarf Irms Pauli.

## Kritiken
Paimann’s Filmlisten resümierte: „… wobei man sich handlungsmäßig doch zuviel auf Schlager verlassen [hat], die aber nur selten zündend, sodaß der wenig einfallsreich inszenierte, nennenswerter schauspielerischer Leistungen entbehrende Streifen …“

„Mit Schlagern verlängertes Lustspiel in sehr dürftiger Machart.“